# روبرت جيجي
روبرت جيجي (بالفرنسية: Robert Gigi)‏ هو رسام توضيحي وصحفي فرنسي، ولد في 29 يوليو 1926 في بيزنسون في فرنسا، وتوفي في 6 فبراير 2007 في أنغوليم في فرنسا.